# Partito della Sinistra Europea
Il Partito della Sinistra Europea (SE) è un partito politico europeo di partiti politici socialisti e comunisti dell'Europa.
È stato costituito il 10 gennaio 2004 con l'obiettivo di presentarsi alle successive elezioni europee.
La fondazione ufficiale si svolge l'8 maggio 2004 a Roma. Il suo primo congresso si svolse l'8 ottobre 2005 ad Atene. Il suo primo presidente è stato Fausto Bertinotti dal 2004 al 2007.
Diversi partiti membri e osservatori della Sinistra Europea partecipano anche all'organizzazione maggiormente radicale Sinistra Anticapitalista Europea.
Tutti i partiti aderenti al Partito della Sinistra Europea sono membri del gruppo della Sinistra (tradizionalmente noto con la sigla GUE-NGL), che include anche i partiti ecosocialisti aderenti all'Alleanza della Sinistra Verde Nordica, quelli aderenti al movimento Ora il Popolo, l'European Left Alliance nata da una scissione di SE stessa e altri soggetti della sinistra alternativa e radicale.

## Storia
Il Partito della Sinistra Europea nasce a Roma, l'8 e 9 maggio 2004, con un congresso fondativo che vede la partecipazione di oltre 300 delegati in rappresentanza di 15 formazioni politiche di sinistra, comuniste, socialiste e rosso-verdi di tutta Europa. Nel congresso viene eletto presidente all'unanimità Fausto Bertinotti. Il congresso rappresenta il culmine di due anni di incontri preparatori per costruire una proposta condivisa di statuto e manifesto, e viene convocato dopo che a Berlino, nel gennaio dello stesso anno, era stato lanciato l'appello per la fondazione del partito, in un meeting ospitato dal PDS in occasione dell'anniversario dell'uccisione di Rosa Luxemburg. Ma la proposta della costruzione di un soggetto politico che riunisse la sinistra antagonista e di alternativa continentale era già dibattuta da diversi anni e ha trovato nuovo impulso grazie alla spinta dei movimenti e all'esperienza dei social forum europei.
Il 16 e 17 giugno 2007 si è tenuta a Roma l'Assemblea fondativa. Dopo il primo congresso di Atene, del 29 e 30 ottobre 2005, sono diventati 7 i partiti osservatori e 17 i membri effettivi, cui si è aggiunta la richiesta di adesione dell'inglese Respect.
Il 19 ottobre 2007 il presidente Fausto Bertinotti ha presentato le sue dimissioni dalla carica per "una incompatibilità sostanziale" col suo ruolo di Presidente della Camera in Italia; le sue dimissioni però dovettero essere ratificate dal Congresso di Praga del 22-25 novembre. Il nuovo presidente, proposto dallo stesso Bertinotti, diventò il tedesco Lothar Bisky (Die Linke).
Nel 2009 il Partito Comunista Operaio Ungherese (Munkáspárt), tra i fondatori della SE, è uscito in polemica con la linea politica e l'orientamento ideologico che questa organizzazione stava assumendo. Al suo posto, è entrato il Munkáspárt 2006, partito rosso-verde, nato da una scissione del Munkáspárt.
Il 5 dicembre 2010, in occasione del 3º congresso, viene eletto presidente Pierre Laurent, segretario generale del PCF. Laurent viene riconfermato presidente nel 4º congresso svoltosi a Madrid dal 13 al 15 dicembre 2013: la stessa assemblea annuncia la candidatura alla presidenza della commissione europea di Alexis Tsipras.
Durante il 5º congresso, svolto a Berlino dal 16 al 18 dicembre 2016, viene eletto presidente il tedesco Gregor Gisy (Die Linke), mentre diventano vice-presidenti il francese Pierre Laurent, l'italiano Paolo Ferrero (Partito della Rifondazione Comunista), la spagnola Maite Mola (Partito Comunista di Spagna) e la bulgara Margarita Mileva (Sinistra Bulgara).
Nel luglio 2018 il Parti de Gauche francese abbandona il Partito della Sinistra Europea, dopo aver chiesto e non ottenuto l'espulsione di SYRIZA dall'organizzazione. Il partito francese sostiene che "non è più possibile unire nello stesso partito europeo gli avversari e gli autori dell’austerità".
Nello stesso mese il Partito Comunista del Belgio abbandona la SE, considerandola "sottomessa all'UE".
Nel 2024, in seguito alle elezioni europee, subisce la scissione dell'European Left Alliance for the People and the Planet, cui partecipano la Lista dell'Unità - I Rosso-Verdi e il Blocco di Sinistra (oltre ai membri osservatori di SE La France Insoumise e Alleanza di Sinistra): questi partiti lamentavano un'eccessiva predominanza dei partiti comunisti tradizionali nella linea della Sinistra Europea, e profonde divisioni sulla linea del partito europeo rispetto all'invasione russa dell'Ucraina.

## Organizzazione e obiettivi
La Sinistra Europea ha innanzitutto come riferimento il gruppo Sinistra Unitaria Europea/Sinistra Verde Nordica del Parlamento europeo. Ad essa si può aderire anche individualmente, indipendentemente dall'appartenenza ai singoli partiti membri.
Come è scritto nel preambolo dello statuto e nello stesso manifesto, la Sinistra Europea unisce tutte quelle forze che si battono, in Europa, per un modello di società differente da quello neoliberista, per una globalizzazione diversa, e che sono impegnate contro la guerra, il riarmo e per la costruzione dell'Europa sociale.
La sua organizzazione è a rete, attraverso gruppi di lavoro orizzontali sui vari temi di comune interesse politico, coordinati dall'Esecutivo.
L'idea di un'altra Europa, alla base delle prime campagne del nuovo soggetto politico finalizzate al "No" al Trattato costituzionale europeo e contro la direttiva Bolkestein, vanno nella direzione di un'integrazione politica che veda invertite le priorità, dalla assolutizzazione del mercato all'Europa dei diritti e dello stato sociale, della pace e della cooperazione.

## Finanziamento
In quanto partito politico europeo registrato, SE ha diritto al finanziamento pubblico europeo, che riceve ininterrottamente dal 2004.
Di seguito è riportata l'evoluzione dei finanziamenti pubblici europei ricevuti da SE.
Importo (€)Finanziamento pubblico europeo dei partiti politici europei0500.0001.000.0001.500.0002.000.0002.500.0002004200720102013201620192022Importo massimo del finanziamento pubblicoImporto del finanziamento pubblico effettivamente ricevuto
In linea con il regolamento sui partiti politici europei e sulle fondazioni politiche europee, SE raccoglie anche fondi privati per cofinanziare le proprie attività. Nel 2025, i partiti europei dovranno raccogliere almeno il 10% delle loro spese rimborsabili da fonti private, mentre il resto potrà essere coperto dal finanziamento pubblico europeo.
Di seguito è riportata l'evoluzione dei contributi e delle donazioni ricevuti da SE.
Importo (€)Contributi raccolti dai partiti politici europei50.000100.000150.000200.000250.000300.000350.000400.00020042008201220162020SE
Importo (€)Donazioni raccolte dai partiti politici europei01002003004005002004200720102013201620192022SE

## Membri

### Partiti membri attuali
Lista dei partiti membri:
| Stato       | Partito                                             | Nome ufficiale |
| ----------- | --------------------------------------------------- | --- |
| Austria     | Partito Comunista d'Austria                         | Kommunistische Partei Österreichs                                                                                             |
| Belgio      | Communistes de Wallonie-Bruxelles                   | Communistes de Wallonie-Bruxelles                                                                                             |
| Bielorussia | Partito Bielorusso della Sinistra "Un mondo giusto" | Беларуская партыя левых «Справядлівы свет»                                                                                    |
| Bulgaria    | Bǎlgarskata levitsa                                 | Българската левица |
| Croazia     | Radnička fronta                                     | Radnička fronta |
| Estonia     | Partito della Sinistra Unita Estone                 | Eestimaa Ühendatud Vasakpartei                                                                                                |
| Finlandia   | Partito Comunista Finlandese                        | Suomen Kommunistinen Puolue                                                                                                   |
| Francia     | Partito Comunista Francese                          | Parti Communiste Français |
| Francia     | Sinistra Repubblicana e Socialista                  | Gauche républicaine et socialiste                                                                                             |
| Germania    | Die Linke                                           | Die Linke |
| Grecia      | SYRIZA                                              | Συνασπισμός Ριζοσπαστικής Αριστεράς - Προοδευτική Συμμαχία                                                                    |
| Italia      | Partito della Rifondazione Comunista                | Partito della Rifondazione Comunista - Sinistra Europea                                                                       |
| Lussemburgo | La Sinistra                                         | Déi Lénk |
| Moldavia    | Partito dei Comunisti della Repubblica di Moldavia  | Partidul Comuniștilor din Republica Moldova                                                                                   |
| Regno Unito | Left Unity                                          | Left Unity |
| Rep. Ceca   | Levice                                              | Levice |
| Romania     | Partito Socialista Romeno                           | Partidul Socialist Român |
| Slovenia    | La Sinistra                                         | Levica |
| Spagna      | Partito Comunista di Spagna                         | Partido Comunista de España                                                                                                   |
| Spagna      | Sinistra Unita                                      | Izquierda Unida |
| Spagna      | Sinistra Unita e Alternativa                        | Esquerra Unida i Alternativa                                                                                                  |
| Svizzera    | Partito del Lavoro                                  | Partei der Arbeit der SchweizParti Suisse du TravailParti Ouvrier et PopulairePartito del Lavoro - Partito Operaio e Popolare |
| Turchia     | Partito della Libertà e della Solidarietà           | Özgürlük ve Dayanışma Partisi                                                                                                 |
| Ungheria    | Magyarországi Munkáspárt 2006                       | Magyarországi Munkáspárt 2006                                                                                                 |

### Osservatori
| Stato          | Partito                               | Nome ufficiale                           |
| -------------- | ------------------------------------- | ---------------------------------------- |
| Belgio         | Domani                                | Mouvement Demain                         |
| Cipro          | Partito Progressista dei Lavoratori   | AKEL - Aνορθωτικό Kόμμα Eργαζομένου Λαού |
| Cipro del Nord | Nuovo Partito di Cipro                | Yeni Kıbrıs Partisi                      |
| Cipro del Nord | Partito di Cipro Unita                | Birleşik Kibris Partisi                  |
| Italia         | Sinistra Italiana                     | Sinistra Italiana                        |
| Regno Unito    | Transform Party                       | Transform Party                          |
| Rep. Ceca      | Partito Comunista di Boemia e Moravia | Komunistické Strany Čech a Moravy        |
| Slovacchia     | Partito Comunista di Slovacchia       | Komunistická strana Slovenska            |
| Spagna         | Sortu                                 | Sortu                                    |

### Partner
| Stato    | Organizzazione                             | Traduzione                                 |
| -------- | ------------------------------------------ | ------------------------------------------ |
| Austria  | Der Wandel                                 | Il Cambiamento                             |
| Austria  | LINKS                                      | Sinistra                                   |
| Francia  | Ensemble!                                  | Insieme!                                   |
| Francia  | Republique et Socialisme                   | Repubblica e Socialismo                    |
| Germania | Marxistiche Linke                          | Sinistra Marxista                          |
| Scozia   | Democratic Left Scotland                   | Sinistra Democratica di Scozia             |
| Scozia   | Socialists for Independence                | Socialisti per l'Indipendenza              |
| Serbia   | Solidarnost                                | Solidarietà                                |
| Ungheria | Igen Szolidaritás Magyarországért Mozgalom | Sì Movimento di Solidarietà per l'Ungheria |
| Ungheria | Táncsics – Radikális Balpárt               | Táncsics – Partito della Sinistra Radicale |

### Ex membri
| Stato      | Partito                                    | Nome ufficiale                                                | Note                                                   |
| ---------- | ------------------------------------------ | ------------------------------------------------------------- | ------------------------------------------------------ |
| Belgio     | Partito Comunista                          | Kommunistische Partij                                         | Partito scomparso nel 2009                             |
| Belgio     | Partito Comunista del Belgio               | Parti Communiste de Belgique/Communistische Partij van België | Abbandona SE nel 2018                                  |
| Danimarca  | Lista dell'Unità - I Rosso-Verdi           | Enhedslisten - De Rød-Grønne                                  | Abbandona SE nel 2024                                  |
| Finlandia  | Alleanza di Sinistra                       | Vasemmistoliitto                                              | Abbandona SE nel 2024                                  |
| Francia    | Partito di Sinistra                        | Parti de gauche                                               | Abbandona SE nel 2018                                  |
| Francia    | Sinistra Unitaria                          | Gauche unitaire                                               | Nel 2015 si fonde al Partito Comunista Francese        |
| Francia    | La France insoumise                        | La France insoumise                                           | Partito membro fino al 2018 e osservatore fino al 2024 |
| Germania   | Partito Comunista Tedesco                  | Deutsche Kommunistische Partei                                | Osservatore fino al 2016                               |
| Grecia     | Sinistra Ecologista Comunista Rinnovatrice | Ανανεωτική Κομμουνιστική Οικολογική Αριστερά                  | Nel 2013 si fonde a SYRIZA                             |
| Italia     | Partito dei Comunisti Italiani             | Partito dei Comunisti Italiani                                | Osservatore fino al suo scioglimento nel 2014          |
| Italia     | L'Altra Europa con Tsipras                 | L'Altra Europa con Tsipras                                    | Osservatore fino al suo scioglimento nel 2019          |
| Polonia    | Giovani Socialisti                         | Młodzi Socjaliści                                             | Osservatore fino al suo scioglimento nel 2015          |
| Portogallo | Blocco di Sinistra                         |                                                               | Abbandona SE nel 2024                                  |
| Rep. Ceca  | Partito del Socialismo Democratico         | Strana demokratického socialismu                              | Nel 2020 si fonde a Levice                             |
| Ungheria   | Partito Comunista Operaio Ungherese        | Magyar Kommunista Munkáspárt                                  | Abbandona SE nel 2009                                  |

### Membri individuali
SE comprende anche un certo numero di membri individuali. Pur avendo un numero costantemente elevato di membri individuali, attualmente il più alto, SE non ha cercato di sviluppare un'adesione individuale di massa.
Di seguito è riportata l'evoluzione dell'adesione individuale a SE dal 2019.
Membri individualiMembri individuali dei partiti politici europei340360380400420440460201920202021202220232024SE

## Congressi
- Congresso fondativo - Roma, 8-9 maggio 2004 - Non è che l'inizio
- I Congresso - Atene, 29-30 ottobre 2005
- II Congresso - Praga, 23-25 novembre 2007 - Costruendo alternative
- III Congresso - Parigi, 3-5 dicembre 2010
- IV Congresso - Madrid, 13-15 dicembre 2013 - Change Europe - La Europa del trabajo
- V Congresso - Berlino, 16-18 dicembre 2016 - Building alliances - For a Europe of Solidarity
- VI Congresso - Malaga, 13-15 dicembre 2019 - Reset Europe - Go Left
- VII Congresso - Vienna, 9-11 dicembre 2022 - Peace Bread Roses

## Presidenti

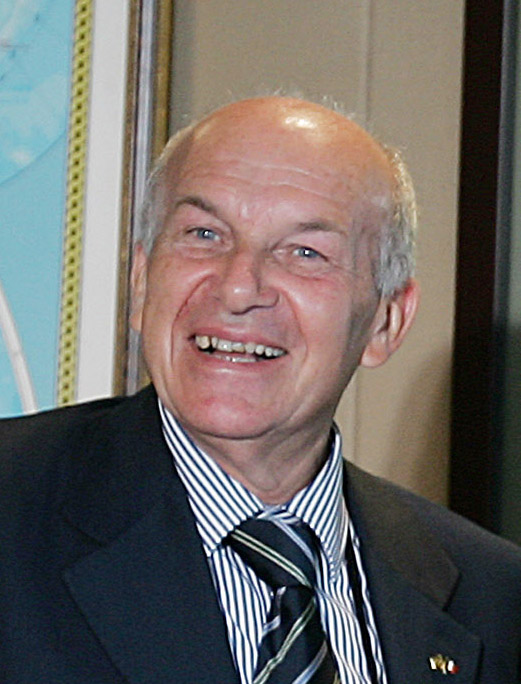
Fausto Bertinotti (2004-2007)
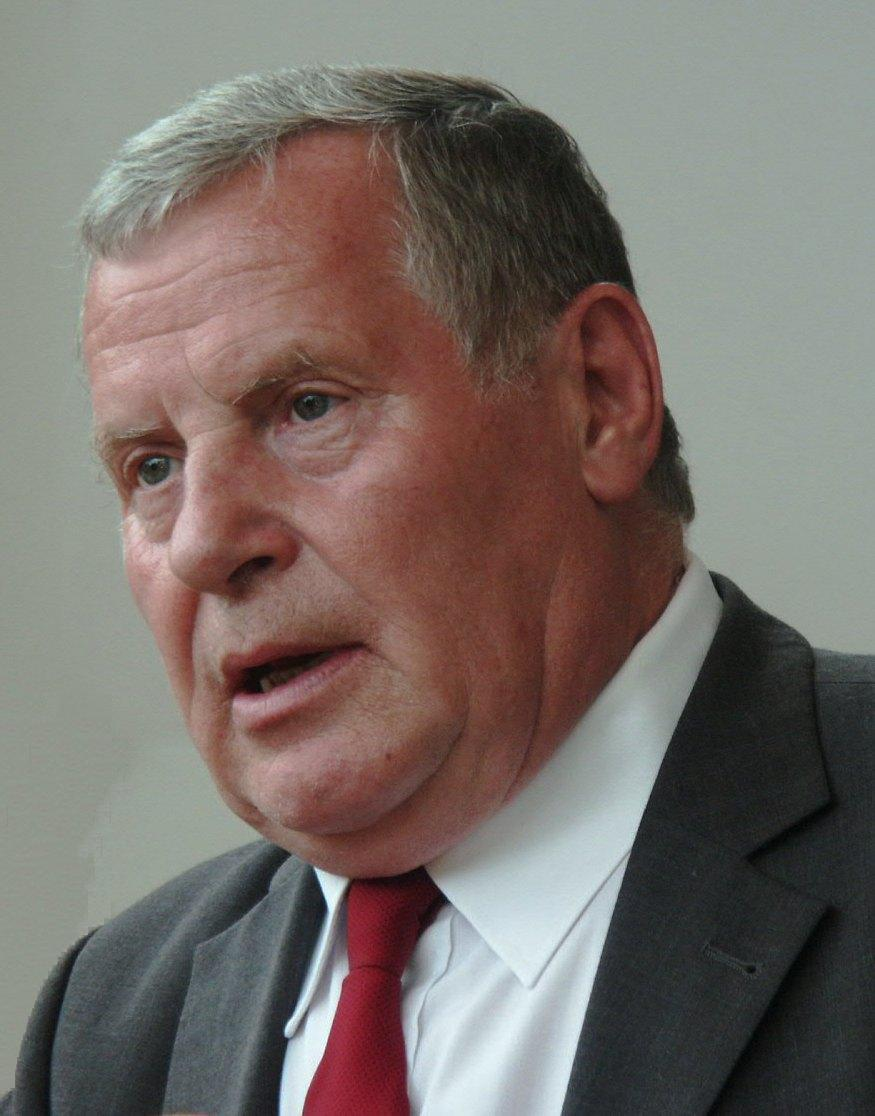
Lothar Bisky (2007-2010)
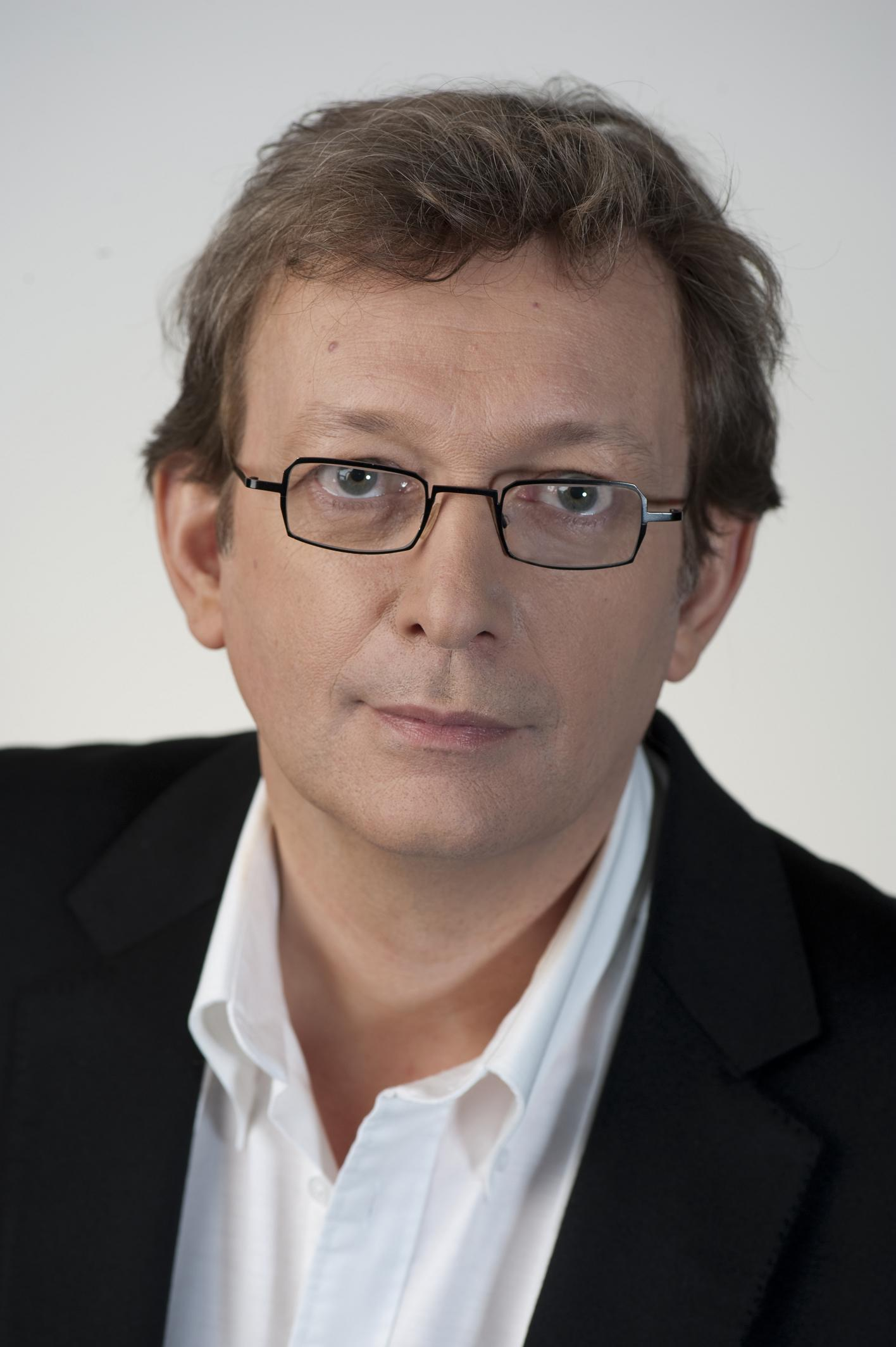
Pierre Laurent (2010-2016)
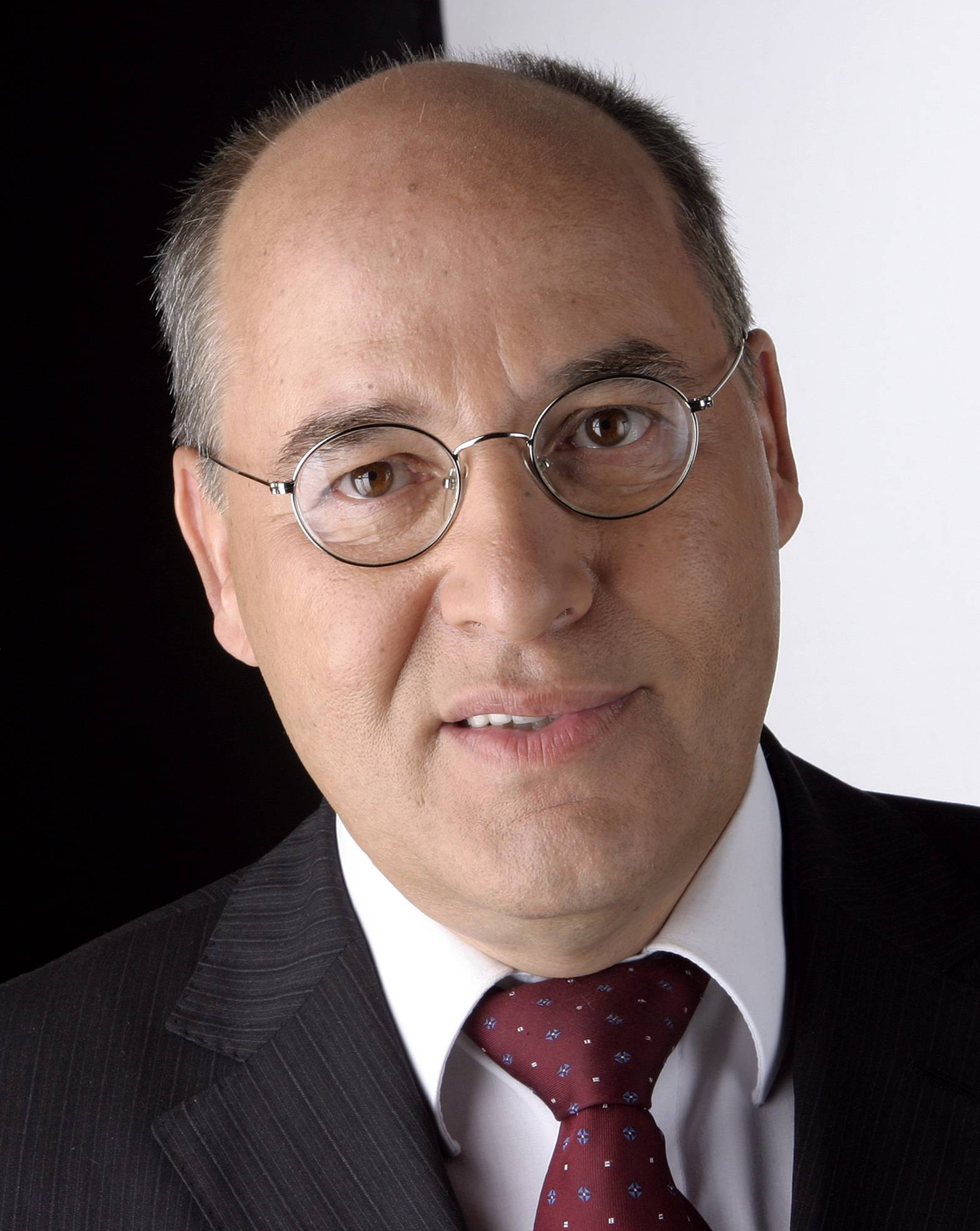
Gregor Gysi (2016-2019)
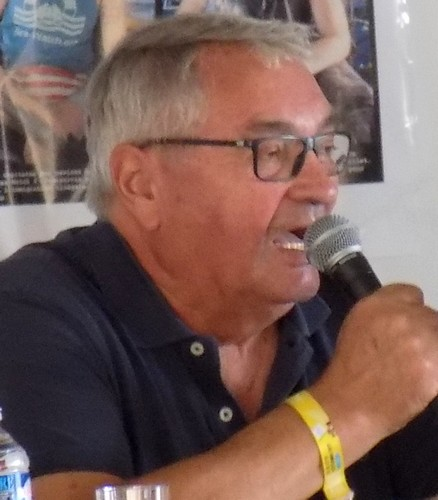
Heinz Bierbaum (2019-2022)
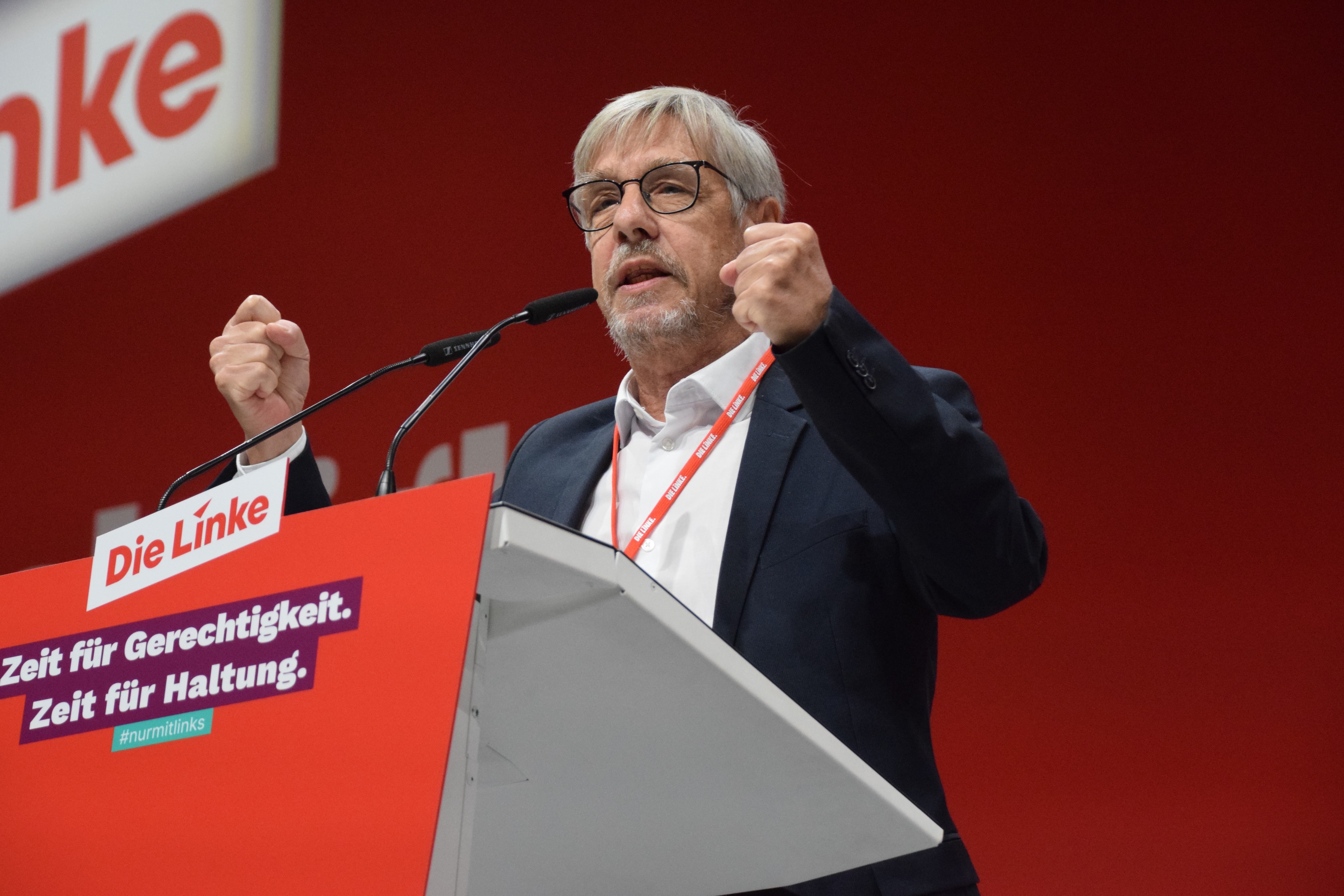
Walter Baier (dal 2022)

## Nelle istituzioni dell'Unione europea
| Organizzazione     | Istituzione                         | Numero di seggi |
| ------------------ | ----------------------------------- | --------------- |
| Unione europea     | Parlamento europeo                  | 16 / 720        |
| Unione europea     | Commissione europea                 | 0 / 27          |
| Unione europea     | Consiglio europeo (Capi di governo) | 0 / 27          |
| Unione europea     | Consiglio dell'UE (Ministri)        |                 |
| Unione europea     | Comitato delle regioni              | 0 / 329         |
| Consiglio d'Europa | Assemblea parlamentare              | 34 / 612 (SEU)  |